# جاناتان کوپلف
جاناتان کوپلف (به انگلیسی: Jonatan Kopelev) (زادهٔ ۱ اکتبر ۱۹۹۱) شناگر اهل اسرائیل است.